# Jedi (engine)
Jedi is een weinig gebruikte game-engine ontwikkeld door LucasArts midden jaren 1990. De engine maakt nog niet volop gebruik van echte 3D en wordt daardoor gerekend bij de familie van pseudo-3D of ook wel 2,5D genoemd. De engine is niet beperkt in de derde dimensie (Z-as). 2,5D wordt vooral gebruikt in first-person shooters spellen.
In vroegere "3D"-games, zoals Doom, waren de spelomgeving en levels beperkt tot de X-Y as. Hoewel in een level de hoogte van de vloer of het plafond kon variëren, konden die game-engines geen vlakken creëren waar gebieden verticaal overlapten. De Jedi-engine daarentegen kon wel op een verdieping andere verdiepingen construeren die allemaal in dezelfde rendering zaten. Bij eerdere game-engines diende het spel een nieuw gegevensbestand in te lezen.
Daarnaast had de Jedi-engine nog enkele andere revolutionaire opties: springen en kruipen, omhoog en omlaag kijken, lichtinval en schaduw. Jedi is nog wel beperkt in rendering en de meeste objecten zijn gevormd uit twee dimensionele sprites die vooraf gerenderd zijn vanuit de verschillende hoeken.
De Jedi-engine is niet lang in gebruik geweest. Officieel zijn er twee games die gemaakt zijn met deze engine: Star Wars: Dark Forces en Outlaws. De opvolger van Jedi is de Sith-engine.

## Trivia
- De naam "Jedi" komt uit de Star Wars-franchise die eveneens eigendom is van Lucasarts. De Jedi zijn een mix van magische ridders, religieuze leiders, monniken en wijze filosofen. Ze zijn de bewakers van vrede en gerechtigheid in de Galactische Republiek.
- Ook de opvolger "Sith" is afkomstig uit Star Wars. De Sith zijn de kwaadaardige tegenhangers van de Jedi.